# Saponine

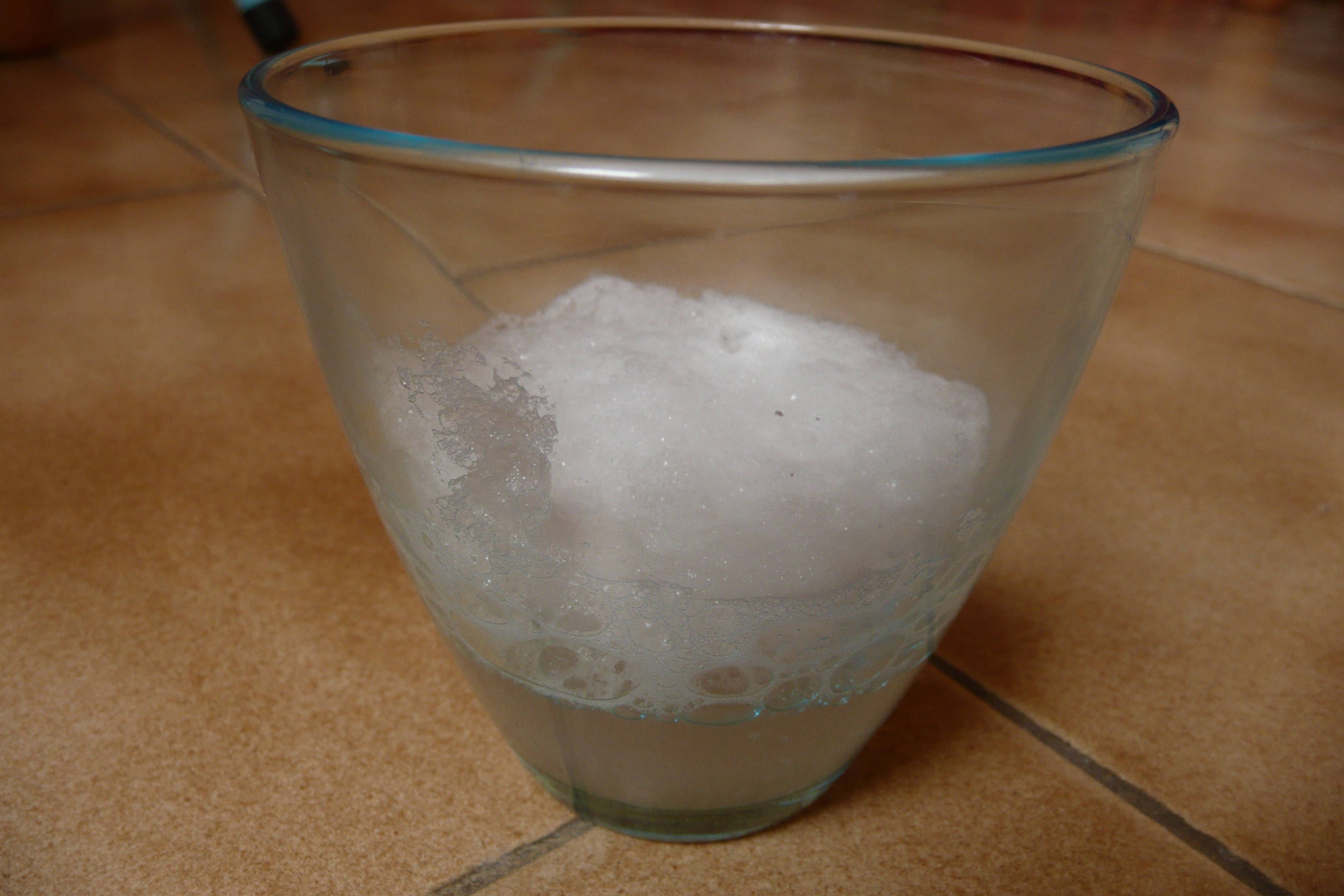
Saponine de quinoa.

Les saponines (ou saponosides) sont un groupe très varié de molécules détergentes et émulsifiantes naturellement produites par des plantes ou des animaux. Leur rôle n'est pas encore clair.

Selon le type de saponine et l'espèce qui l'ingère et le contexte, elles sont plus ou moins bénéfiques pour la santé ou toxiques. Certaines saponines (probablement en raison de groupements acétylés) donnent un goût amer ou astringent aux plantes (ou aux parties de plantes) qui en contiennent (ex. : Marron d'Inde). Elles sont souvent considérées comme des facteurs antinutritionnels, surtout pour les animaux monogastriques (dont l'homme).
Certaines résistent aux températures habituelles de cuisson mais elles sont généralement — pour tout ou partie — dégradées par divers types de cuisson (la cuisson à la vapeur étant pour cela la moins efficace). Ces molécules étant solubles dans l'eau, le trempage peut en réduire la quantité dans l'aliment. La fermentation lactique les élimine aussi.
Leur dangerosité « fait l'objet de discussions controversées en raison de l'augmentation des preuves de leurs effets bénéfiques sur la santé ». Les saponines expliquent par exemple certains effets bénéfiques de produits dérivés du soja (sur le modèle animal, les saponines du groupe B montrent des propriétés antivirales,,, hypocholestérolémiantes,, hépatoprotectrices, et antitumorales,. Et les saponines du groupe A semblent avoir un effet hépatoprotecteur. Le ginseng (genre Panax de la famille des Araliaceae) produit des saponines dites ginsénosides qui expliqueraient une grande partie de ses effets médicinaux.

## Étymologie
« Saponine » est un nom générique dû au fait qu’elles produisent une mousse semblable à celle du savon quand on les agite dans l’eau (lat. sapo = savon). Ce caractère émulsifiant et détergent fait qu'elles ont traditionnellement été utilisées comme agent lavant (à partir de racines de plantes du genre Saponaria (famille des Caryophyllaceae) ou de certaines Sapindaceae notamment).
Le nom saponine est lui-même apparenté au mot savon, auquel la saponaire et le savonnier doivent leur nom vernaculaire.

## Biochimie
Ces hétérosides complexes appartiennent aux terpènes cycliques (nom générique donné aux hydrocarbures saturés cycliques ou acycliques ayant pour motif de base le terpène) ou aux stéroïdes. 

Leur structure amphiphile les rend tensioactives : les saponines font mousser leurs solutions, et servent de détergent et d'émulsifiant. 

## Sources de saponines
De nombreux végétaux en contiennent, avec par exemple l'escine dans le Marron d'Inde ; l'hédérine (en) dans la Saponaire ; la saponine B et la 2,3-dihydro-2,5-dihydroxy-6-méthyl-4H-pyranone (DDMP) ; ou d'autres dans la salsepareille, le quinoa… Des saponines de nature différente peuvent être produites dans des parties différentes de la plante, par exemple : dans le soja, les saponines A ne sont produites et présentes que dans le germe, alors que les saponines B sont aussi présentes dans les cotylédons : « la concentration massique des saponines totales dans le germe de soja natif est de l’ordre de 5 %, ce qui représente une teneur 10 à 15 fois plus élevée que dans les cotylédons et qu’on en retrouve une quantité importante dans la plupart des extraits riches en isoflavones ».
Après avoir longtemps cru que seuls les végétaux en produisent, on a découvert dans les années 1990 que le plancton et divers animaux marins (concombres de mer, étoiles de mer, éponges et zooplancton) peuvent aussi en produire,.

## Localisations, teneurs
Dans les plantes, les saponines sont plus fréquentes dans les racines, bulbes, tiges, feuilles et graines ou fruits de végétaux supérieurs,.
Elles sont plus concentrées dans les tissus riches en substance nutritive, comme les racines (glycyrrhizine dans les racines de réglisse), les tubercules, les feuilles, les fleurs et les graines et leurs germes (ex. : le germe de soja peut contenir jusqu'à 6 % de saponines, quand les cotylédons n'en contiennent que 0,5 %.
On en trouve donc dans beaucoup de plantes médicinales et dans l'alimentation humaine, par exemple dans le soja, les petits pois, les épinards, les tomates, les pommes de terre, l'ail et le quinoa, et aussi dans les herbes aromatiques, le thé et le ginseng (voir métabolite secondaire), parfois en quantité élevée (ex. : châtaignes, bois de Panama d’Amérique du Sud dit Quillaja saponaria Molina en latin, ou chez Gynostemma pentaphyllum (genre Gynostemma de la famille des Cucurbitaceae) sous une forme dite gypénosides, ainsi que dans le ginseng.
Dans ces familles, les feuilles, racines, tiges, bulbes, fleurs et fruits en contiennent.
Des formulations commerciales de saponines végétales provenant de l'arbre Quillaja saponaria et d'autres sources sont disponibles pour des usages chimiques ou biomédicaux.

## Composition
Un glycoside de saponine (ou simplement saponine) est issu de la combinaison chimique d'un sucre et :
- d’un stéroïde ;
- d’un stéroïde alcaloïde (il s’agit d’un stéroïde comportant une fonction azotée) ;
- ou d’un triterpène.

C’est pourquoi on parle aussi de :
- saponine stéroïde (ou stéroïdique) ;
- saponine alcaloïde stéroïde, ou saponoside à alcaloïde stéroïdien ;
- saponine triterpène.

La saponine alcaloïde stéroïde des Solanaceae est nommée solanine.
En raison de la multiplicité des structures possibles de glucide et de la grande variabilité structurelle des aglycones (voir glycoside), ce groupe de corps présente une grande variété structurelle et par là une grande variabilité dans ses caractères et effets biologiques. 

Ainsi la solanine semble toujours toxique, alors que les saponines triterpénoïdes de la Betterave rouge (Beta vulgaris L.) sont une source de composés antioxydants.

## Biodisponibilité, métabolisme des saponines
Encore mal comprise, leur biodisponiblité fait l’objet d'études dont les résultats sont très controversés. 
Par exemple en laboratoire, les rongeurs semblent ne pas absorber les saponines du germe de soja, selon Yoshikoshi et ses collaborateurs (1995), grâce à leur microbiote  intestinal qui les hydrolyserait en leur forme aglycone correspondante, évacuées dans les excréments.
Selon Shi et ses collaborateurs (2004), l'alimentation asiatique traditionnelle en fournit de 60 à 600 mg/jour et par personne, dose qui semble inoffensive.

## Toxicité
Certaines saponines sont piscicides (toxiques pour des poissons).
La propriété tensioactive des saponines explique en premier lieu leur caractère détergent et le fait qu'elles produisent des mousses généralement stables et présentant une activité hémolytique
Au delà d'une certaine dose, leur ingestion peut avoir des effets indésirables car elles endommagent les cellules sanguines (leur pouvoir hémolytique semble lié à leur interaction avec le cholestérol dans les membranes des cellules sanguines, conduisant à la formation de complexes poreux endommageant les cellules). Selon Kawahima et ses collaborateurs (1972), elles peuvent causer des nausées, qui semblent dues à des interactions entre saponines et muqueuses stomacales, associée à une perte d’appétit ou des vomissements. 
Injectées dans le sang ou dans les tissus, les saponines produisent une complexation conduisant à la lyse des globules rouges (hémolyse). Certaines peuvent lyser d'autres types de cellules ou de tissus.

## Neutralisation partielle par la cuisson ou la préparation de l'aliment
Plusieurs « pré-traitements » permettent de diminuer le taux de saponines d'un aliment :
- épluchage et/ou trempage : des mesures faites en laboratoire ont montré que, sur le pois chiche et la féverole, ces deux préparations réduisent la quantité totale de saponines et 35 % et 8 % respectivement[3] ;
- certains types de cuisson réduisent le taux de saponines respectivement de 23 à 32 %, 18 à 59 % et 26 à 36 % dans les sb-BBB, cp-BBB et fb-BBB, respectivement[3] (pour le pois chiche et la féverole) ; parfois la cuisson convertit une saponine instable (ex. : DDMP) en saponine stable, mais sans augmenter la dose finale de saponine stable[3].

## Fonctions écologiques
Fréquentes chez les végétaux et quelques animaux, elles présentent de nombreuses variantes biochimiques, dont le rôle est encore mal compris.
- Les saponines sont chez les plantes probablement une défense des plantes contre les herbivores, et contre les agressions microbiennes et fongiques. L'ethnobotaniste Edmond Dounias[30] dit que, de son expérience des ignames sauvages africaines, « il ressort que la toxicité des tubercules est une spécificité des espèces de lisières ou de milieux ouverts, voire de savane »[31],[32] ;
- Elles limitent probablement la prédation[15],[29] (mais certaines espèces y sont peu sensibles, comme les escargots et limaces chez les invertébrés et les rongeurs, suidés et certains herbivores mammifères devenus tolérants à de nombreux alcaloïdes, raphides et saponines en co-évoluant avec les plantes qu'ils consomment ; l'ethnie des Kubu (chasseurs-collecteurs vivant dans la jungle de Sumatra) cultiverait les espèces d'ignames les plus toxiques (détoxiqués par un long processus de rouissage du tubercule, qui en change aussi fortement le goût), ce qui aurait comme avantage qu'ils risqueraient moins d'être volés par des tribus voisines et qu'ils seraient aussi moins recherchés par les animaux sauvages, de plus, les rhizomes « s'avéreraient plus faciles à déterrer que les espèces immédiatement comestibles. Ces dernières doivent en effet compenser l'absence de toxicité par une protection mécanique du tubercule rendant plus difficile l'accès aux organes comestibles : recouvrement ligneux des parties charnues par un plateau ligneux, développement d'une chevelure racinaire spinescente, enfouissement en profondeur des parties charnues, dispersion des réserves charnues au bout de longues digitations fibreuses, etc. »[33].

## Usages

### Histoire: saponines et ethnobotanique
Comme les saponines se dissolvent souvent bien dans l'eau, et que certaines sont très toxiques pour les animaux à sang froid, elles ont, sans doute depuis la préhistoire, permis à certains peuples indigènes d'en faire des poisons utilisables pour la pêche,,.
Ces poisons sont encore utilisés par certaines tribus amérindiennes du Brésil et du plateau des Guyanes, ou dans l'Andhra Pradesh en Inde par les tribus Gond. Beaucoup des Amérindiens d'Amérique du Nord utilisaient des plantes à saponines (racines broyées de plantes du genre Chlorogalum) pour la pêche au poison. Les Indiens Lassik, Luiseño, Yuki, Yokut, Chilula, Wailaki, Miwok, Kato, Mattole, Nomlaki et Nishinam par exemple maîtrisaient ces techniques.

## Recherches biomédicales et assertions thérapeutiques

### Pharmacochimie
La classe des saponines naturelles (molécules triterpéniques constituées d’une fraction aglycone hydrophobe liée à une chaîne mono ou polysaccharidique hydrophile) intéresse la recherche, dont pour sa capacité de complexation avec le cholestérol qui peut créer des pores dans les bicouches des membranes cellulaires, par exemple dans les membranes de cellule de globules rouges).
En outre, la nature amphipathique de cette classe leur donne une activité tensioactive qui peut être utilisée pour accroître la pénétrabilité de macromolécules (protéines) au travers de membranes cellulaires.
Des saponines ont aussi été utilisées comme adjuvants de vaccins.

### Utilisations médicales et nutraceutique
Des saponines sont présentes dans certains compléments alimentaires et produits nutraceutiques.
Le taux de saponines de certaines préparations de médecine traditionnelle, utilisées en administration orale est suspecté de causer des problèmes toxicologiques.
- Au début des années 2000, beaucoup d'assertions de bénéfices pour l'homme ou d'autres organismes sont souvent basées sur des travaux ou observations biochimiques et cellulaires très préliminaires[42], mais très nombreuses[43], pourtant encore assez peu soutenues par les agences de santé et de médicament.
- La mention de risques d'effets négatifs liés à la toxicité des saponines est souvent oubliée[44] et nécessite d'être révisée au fur et à mesure des progrès de la connaissance, dont concernant les justes dosages et administration pour un bénéfice thérapeutique[45].

La consommation régulière ou ponctuelle de certaines saponines végétales semblent :
- faciliter la digestion (humaine et animale) et l'absorption des nutriments (c'est le cas de celles de l'avoine et de l'épinard par exemple). Mais la plupart des saponines sont amères et limitent l'appétence de l'animal (dont bétail) pour la plante. Au-delà de certains seuils, elles sont nettement toxiques, même à faible dose, pour les animaux à sang froid (poissons, insectes)[29] ;
- jouer un rôle antioxydant en contribuant au piégeage des espèces oxygénées hautement réactives (par exemple pour la saponine A[46] et moindrement les saponines du groupe B (I et βg) lors de lésions expérimentalement induites in vivo par du peroxyde d'hydrogène (Yoshikoshi et al., 1996)[47] ;
- diminuer le risques d’athérosclérose, en tant qu'antioxydant[9], et/ou en augmentant l’excrétion d'acides biliaires[48],[49],[50].
- protéger contre certains cancers : Par exemple, les saponines du soja protègeraient du cancer du colon[51],[52], en particulier les saponines du groupe B selon Ellington et al. (2006)[53]. Et la saponine I inhibe l’activité des sialyltransférases, des enzymes impliquées dans le développement des métastases du cancer du poumon[54] ;
- présenter un potentiel pour des médicaments anticancéreux ; par exemple : 
  - des saponines extraites d'un gypsophile (Gypsophila paniculata) se montrent capables de fortement augmenter la cytotoxicité d'immunotoxines et d'autres toxines qu'on pense pouvoir utiliser contre les cancers. Le professeur Hendrik Fuchs et son équipe (Charité University, Berlin, Allemagne) et le Dr David Flavell (Southampton General Hospital, Royaume-Uni) cherchent à développer des moyens nouveaux de lutte contre la leucémie, les lymphomes et d'autres cancers.
  - Koraktar et Rao (1997) ont amélioré des lésions du colon (Aberrant Crypt Foci, lésions induites par injections d’azoxyméthane) en les traitant avec des saponines[55] ;
  - Kinjo et al. (1998), in vitro, ont traité des lésions de cellules de foie (hépatocytes) de rats (induites immunologiquement) sur des cultures in vitro par des saponines B glycosylées[11] ;
  - Jun et al. (2002 ) ont traité des cellules cancéreuses humaines du foie par des saponines de soja, qui ont atténué la mutagénicité d'une aflatoxine, de manière dose-dépendante, et inhibé la formation d’adduits carcinogènes sur l’ADN[56] ;
  - Ellington et al. (2005) ont traité des cellules cancéreuses de colon par un extrait purifié de saponines B (25 à 500 ppm), ce qui a significativement diminué la survie des cellules cancéreuses (cf. macroautophagie) après 24 et 48 heures d’exposition[57]. MacDonald et al.(2005) obtiennent des résultats semblables sur des cellules cancéreuses du colon.

Effet de la saponine II comparable à la saponine I, alors que les saponines III et IV sont significativement plus efficaces.